# Spogostylum sordidum
Spogostylum sordidum är en tvåvingeart som först beskrevs av Sack 1909.  Spogostylum sordidum ingår i släktet Spogostylum och familjen svävflugor. Inga underarter finns listade i Catalogue of Life.